# فيليب جلاد
فيليب بن يوسف جلاد (1857 - 1914) مندوب قلم قضايا نظارة الحقانية بمصر من سنة 1876 إلى سنة 1900. أسند إليه مهمة تحرير المجلة الرسمية للمحاكم الأهلية، حتي صار أميناً لإدارة المجموعة الرسمية بنظارة الحقانية 
ألف قاموس الإدارة والقضاء الذي يعد مرجعاً للتاريخ الاقتصادي والاجتماعى المصري في القرن التاسع عشر. كتب فيليب جلاد القاموس باللغة الفرنسية؛ ثم ترجم إلي اللغة العربية وصدرت طبعته الأولى ما بين عامي (1890- 1894م)

## الحياة الشخصية
ولد فيليب بن يوسف جلاد في يافا سنة 1857م، وتعلم في مدرسة الآباء اليسوعيين في غزيرة بلبنان، وقدم إلي مصر في عصر الخديوي إسماعيل(1863-1879م)، حيث اجتذبته الحياة الفكرية والثقافية، وركز اهتمامه على دراسة القانون الفرنسي والإنجليزي. استقر بمدينة حلوان  وتزوج، وله ولدان وبنت. أحدهما هو ادجار فيليب جلاد الحاصل على رتبة الباشوية.وتوفي فيليب في أيلول سنة 1914م.

## مؤلفاته
يعد قاموس الإدارة والقضاء بأجزائه السبعة، مرجعاً للتاريخ الاقتصادي والاجتماعي المصري في القرن التاسع عشر، وقد بدأ فليب جلاد كتابة هذه الموسوعة عام 1884م، مبتدئاً بالأحكام الشرعية دون التعرض لجوهر القضايا الدينية مسيحية كانت أو إسلامية، معتمداً علي الأحكام وقانون الأحوال الشخصية وقوانين البطركخانات والمجالس الحسبية وبيت المال والأوقاف، ثم الأحكام القضائية السياسية والقوانين الملغاة من مدنية وتجارية وقلم دعاوى الضبطيات والمجالس الأهلية، واشتمل على مجموعة هامة من القوانين واللوائح والفرمانات والمعاهدات التجارية الرسمية في القرن التاسع عشر، ورتبت وفقاً للتسلسل الزمني مع بعض التعليقات.
ألف فيليب جلاد هذا القاموس باللغة الفرنسية؛ ثم ترجم إلي اللغة العربية وصدرت طبعته الأولى ما بين عامي (1890- 1894م)، وأبان طرق البحث فيه، فعلى سبيل المثال يتوجب علي الباحث في السندات والكمبيالات أن يبحث في حرف (س) بالخط العربي، وإذا ما كان البحث في المعاهدات فيمكن الرجوع إلى حرف من اسم الدولة المبرم معها المعاهدة.